# Chasse à l'homme (film, 1999)
Pour les articles homonymes, voir Chasse à l'homme (homonymie).
Pour plus de détails, voir Fiche technique et Distribution.
Chasse à l'homme, ou Le virus au Québec (Cold Harvest), est un film américain réalisé par Isaac Florentine, sorti en 1999.

## Synopsis
Deux ans après la chute d'une météorite, une terrifiante épidémie fait rage. Roland, un chasseur de primes, est à la recherche des sept personnes porteurs de l'antivirus capable d'enrayer la maladie. Des chasseurs de primes rivaux et mal attentionnés tentent également de les localiser...

## Fiche technique
- Titres français : Chasse à l'homme ( France) et Le virus ( Québec)
- Titre original : Cold Harvest
- Réalisation : Isaac Florentine
- Scénario : Frank Dietz
- Production : Yoram Barzilai, Mandy Branch, Boaz Davidson, Danny Dimbort, Avi Lerner et Trevor Short
- Société de production : Nu Image
- Musique : Stephen Edwards
- Photographie : Yossi Wein
- Montage : Irit Raz
- Pays d'origine : États-Unis
- Format : Couleurs - 1,33:1 - Dolby - 35 mm
- Genre : Action et science-fiction
- Durée : 90 minutes
- Dates de sortie : 1999 (sortie vidéo Russie), 11 janvier 2000 (sortie DVD États-Unis)

## Distribution
Légende : VQ = Version Québécoise
- Gary Daniels (VQ : Antoine Durand) : Roland / Oliver
- Bryan Genesse (VQ : Pierre Auger) : Ray
- Barbara Crampton (VQ : Hélène Lasnier) : Christine
- Shane Howarth : Jake
- Chris Buchanan : un chasseur de primes
- Tony Caprari : T-Bone
- Justin Illusion : Horton
- John Simon Jones : Victor
- Ian Roussouw : Duff
- David Sherwood : Borman

## Autour du film
- Le tournage s'est déroulé en Afrique du Sud.
- Titré Chasse à l'homme lors de sa diffusion télévisée en France, il fut également distribué en DVD sous le titre Le Virus[2].